# Karl Bartos
Karl Bartos, né le 31 mai 1952 à Marktschellenberg, en Allemagne, est un musicien allemand, ancien percussionniste du groupe de musique électronique Kraftwerk entre 1974 et 1990.

## Carrière
Karl Bartos est encore étudiant au conservatoire Robert-Schumann de Düsseldorf (il étudie en particulier les percussions) lorsqu'il est recruté par Kraftwerk au cours de l'automne 1974 afin de jouer des percussions électroniques et accompagner le groupe sur scène. Il joue pour la première fois avec le groupe lors d'un concert à Leverkusen, en février 1975. Puis il s'envole pour les États-Unis au printemps avec Kraftwerk pour effectuer la tournée "Autobahn" qui va durer plus de deux mois. Quelques semaines après le retour à la maison, Kraftwerk fait de nouveau appel à lui pour enregistrer au studio Kling Klang les parties de percussions électroniques de l'album Radio-Activity. Karl Bartos s'installe alors durablement dans le groupe et participe, par la suite, à la composition de nombreux titres de Kraftwerk avec Florian Schneider et Ralf Hütter sur les albums The Man-Machine, Computer World et Electric Café. En août 1990, il décide de quitter le groupe alors que Kraftwerk est sur le point de terminer l'album "The Mix". Karl Bartos jette l'éponge car il est frustré de voir les projets avancer aussi lentement en raison de l'attitude de plus en plus perfectionniste des membres fondateurs Ralf Hütter et Florian Schneider, de devoir passer autant de temps à la programmation, qui plus est à retravailler des œuvres existantes, au lieu de s'investir sur des créations originales.
En 1992, Bartos fonde le groupe Elektric Music, d'un style très similaire à celui de Kraftwerk. Son premier album, Esperanto, sort en 1993. Le deuxième album, Electric Music, d'un style pop-rock classique, sort en 1998 tandis que le nom du groupe a changé d'une lettre, devenant Electric Music. Pendant ces cinq années, Karl Bartos collabore avec plusieurs artistes de musique électronique et synthpop. Il participe notamment en 1996 au collectif Electronic à l'occasion de l'album Raise the Pressure, comme coauteur et musicien.
En 2003, il produit sous son nom l'album Communication, de style synthpop.
En 2010, le label Bureau B, basé à Hambourg, le contacte pour lui demander s'il n'a pas des morceaux plus ou moins récents qui pourraient être publiés. Karl Bartos est séduit par l'idée et se penche alors sur ses archives. Il retrouve des démos enregistrées et des compositions inachevées de différentes époques. Il les termine et les enregistre proprement et parvient à produire un album, qu'il intitule "Off The Record" et qui sort finalement en 2013. L'album est dans la même veine qu'Esperanto et Communication, et parfois retrouve complètement l'univers sonore de Kraftwerk des années 1970-80, Karl Bartos ayant beaucoup utilisé les mêmes instruments qu'utilisait le groupe à l'époque.
En 2017, Karl Bartos publie son autobiographie Der Klang der Maschine: Autobiografie. L'ouvrage est plus tard traduit en anglais par Katy Derbyshire. Cette version anglaise, supervisée par Karl Bartos, est publiée en 2022 sous le titre The Sound of the Machine: My Life in Kraftwerk and Beyond.

## Discographie
Avec Kraftwerk
- 1975: Radioactivity
- 1977: Trans-Europe Express
- 1978: The Man-Machine
- 1981: Computer World
- 1983: Tour de France (Single)
- 1986: Electric Café
- 1991: The Mix (a travaillé sur l'album, mais n'est pas crédité en raison de son départ avant la fin du projet)

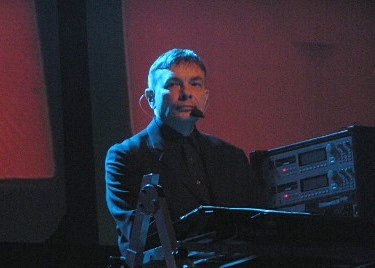
Karl Bartos en concert en 2005.

Avec Elektric Music (puis Electric Music)
- 1993: Esperanto
- 1998: Electric Music

En solo
- 2000: 15 Minutes Of Fame (Single)
- 2003: Communication (Album)
- 2004: Camera Obscura (Single)
- 2013: Atomium (Single)
- 2013: Off The Record (Album)
- 2024: The Cabinet of Dr. Caligari (Album)